# Grotte dell'Addaura
Le grotte dell'Addaura sono un rilevante sito archeologico sito in un complesso di quattro grotte naturali sul fianco nord-orientale del monte Pellegrino, nei pressi di Addaura, frazione di Palermo, in Sicilia.
L'importanza del complesso è determinata dalla presenza di incisioni rupestri databili fra l'Epigravettiano finale e il Mesolitico.
Sul fianco del monte Pellegrino, che domina Palermo, a sud-est della spiaggia di Mondello e a circa 70 metri sul livello del mare, si aprono alcune grotte e cavità nelle quali sono state ritrovate ossa e strumenti utilizzati per la caccia che attestano la presenza dell'uomo a partire dal Paleolitico e nel Mesolitico. I reperti sono conservati nel Museo archeologico di Palermo. La loro importanza tuttavia è dovuta soprattutto alla presenza di uno straordinario complesso di incisioni rupestri che ornano le pareti e che costituiscono un caso unico nel panorama dell'arte rupestre preistorica. Il nome Addaura (o Daura, nome del "tenimento") deriverebbe da una corruzione del termine greco laura che indica una particolare tipologia di comunità di anacoreti .

## Storia
Il ritrovamento dei graffiti dell'Addaura è recente ed è stato del tutto casuale. Le tre grotte che costituiscono il complesso dell'Addaura nel massiccio del monte Pellegrino erano già state studiate dai paletnologi dato che in esse era stato ritrovato lo scheletro di un elefante nano.
Dopo lo sbarco in Sicilia e l'arrivo a Palermo nel 1943 gli Alleati, in cerca di un sito idoneo, destinarono le grotte a deposito di munizioni ed esplosivi. Lo scoppio accidentale dell'arsenale provocò nella grotta principale lo sgretolamento e il crollo di un diaframma di incrostazione portando alla luce i graffiti fino ad allora coperti dalla "patina del tempo". I graffiti vennero scoperti successivamente nel 1952, e studiati dalla professoressa Jole Bovio Marconi i cui studi furono pubblicati nel 1953.
Dal 1997 le grotte dell'Addaura non sono più visitabili; sono state chiuse per il pericolo di caduta massi data l'instabilità del ciglione roccioso. Ad oggi non sono state ancora messe in opera le opportune misure di consolidamento e il sito stato oggetto di vandalismo (2008 e 2011).

## Le incisioni rupestri
In una delle grotte si trova un vasto e ricco complesso d'incisioni, databili fra l'Epigravettiano finale e il Mesolitico, raffiguranti uomini ed animali. In mezzo ad una moltitudine di bovidi, cavalli selvatici e cervi, viene rappresentata una scena dominata dalla presenza di figure umane poste in circolo, come se danzassero (circle dance in inglese). Il gruppo di personaggi, disposti in circolo, circonda due figure centrali con il capo coperto ed il corpo fortemente inarcato all'indietro. È sull'identità di questi due personaggi, e sul significato della loro posizione all'interno del gruppo, che sono state avanzate ipotesi contrastanti. Secondo alcuni studiosi si potrebbe trattare di acrobati colti nell'atto d'effettuare giochi che richiedono una particolare abilità. Secondo altri è stata descritta la scena di un rito, che prevedeva il sacrificio di due persone guidato da uno sciamano. Per suffragare quest'interpretazione è stata messa in evidenza la presenza, intorno al collo e ai fianchi dei due personaggi centrali, di corde che costringono il corpo ad un innaturale e doloroso inarcamento. Si tratta forse di un rito che prevede l'incaprettamento e l'autostrangolamento, attestati in altre culture. Se si volesse seguire questa spiegazione, si dovranno leggere le due figure mascherate, che circondano i due personaggi sacrificati, come sciamani che assistono alla cerimonia. Altri riterrebbero il contesto delle due figure maschili come immagine omoerotica.
Le incisioni dell'Addaura rappresentano un ciclo figurativo del massimo interesse per l'inconsueta attenzione dedicata alla rappresentazione scenografica dell'ambiente, un caso limite in tutta l'arte paleolitica, per il realismo e dinamismo della scena. Il trattamento della figura umana, pur nell'ambito di una corrente stilistica presente nel bacino del Mediterraneo, in particolare a Levanzo (Grotta del Genovese), e nella provincia franco-cantabrica e pur impiegando le stesse tecniche, nella grotta dell'Addaura si esprime in forma assolutamente nuova per moduli stilistici e per spirito rispetto agli altri ritrovamenti.

## Note

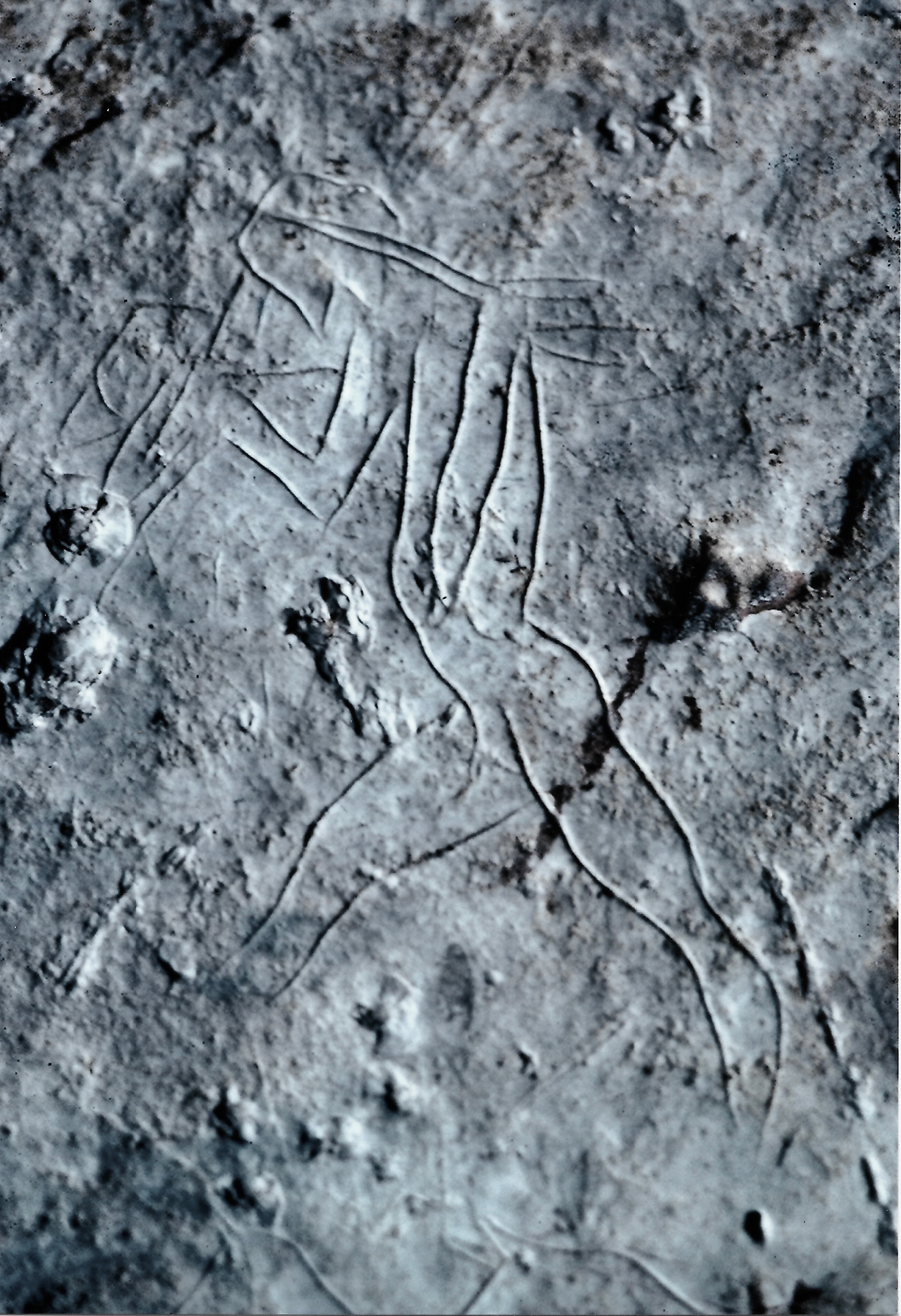
Personaggio in cammino che trasporta un individuo, per mezzo di corde che gli traversano la fronte.